# Selección de fútbol sub-15 del Paraguay
La selección de fútbol sub-15 de Paraguay es el equipo compuesto por jugadores de 15 años de edad que representa a la Asociación Paraguaya de Fútbol en el Campeonato Sudamericano de Fútbol Sub-15. Esta competencia reúne a las selecciones sub-15 de diferentes países de Sudamérica. Sus mejores participaciones en el Campeonato Sudamericano Sub-15 fueron en las ediciones de 2004 y 2009, en las cuales obtuvieron el título de campeones.
La albirrojita, ha participado en 9 Sudamericanos Sub-15 a lo largo de su historia. El primer torneo se llevó a cabo en Paraguay en 2004, y el último se desarrolló nuevamente en Paraguay en 2019. Las mejores actuaciones del equipo hasta ahora fueron en los torneos de 2004, jugado en Paraguay, y el de 2009, disputado en Bolivia, donde obtuvieron el título de campeón continental.
Es importante destacar que el primer torneo en 2004 fue experimental y se disputó entre futbolistas menores de 16 años. A partir de los eventos posteriores, se estableció definitivamente la categoría Sub-15 para la competición.
La albirrojita ha logrado ser campeona continental en dos ocasiones: en 2004 (en el torneo experimental) y en 2009 en Bolivia. Además de los títulos, también obtuvieron tres terceros lugares en los torneos de Bolivia 2005, Argentina 2017 y Paraguay 2019.
El máximo goleador en la historia de la selección Sub-15 de Paraguay es Diego Ariel Duarte, quien anotó 9 goles en 9 partidos jugados, todos en el Sudamericano de Argentina 2017.
En total, 181 jugadores paraguayos han participado en los 9 Sudamericanos Sub-15. Entre ellos, 14 jugadores disputaron 9 partidos y son los que más presencias tienen en la categoría.
Gerardo González Aquino es el técnico que más partidos ha dirigido a las selecciones Sub-15 de Paraguay, entre los 6 entrenadores que han ocupado el cargo. Dirigió en 21 partidos, ganando 10, empatando 3 y perdiendo 8. Bajo su dirección, los equipos marcaron 42 goles y recibieron 36. Fue el entrenador en Bolivia 2009, cuando Paraguay obtuvo su segundo título continental en la categoría, y también logró el tercer puesto en el Sudamericano de Argentina 2017.
El primer partido de la categoría Sub-15 se disputó el 11 de septiembre de 2004 en el Campeonato Sudamericano Sub-16 de esa época. Paraguay venció a Perú con un marcador de 4-0 en Ciudad del Este. El resultado más destacado de la categoría también ocurrió en el Campeonato Sudamericano de Paraguay, con una contundente victoria por 7-1 sobre Venezuela el 21 de septiembre de 2004.
En resumen, las mejores actuaciones de la selección Sub-15 de Paraguay se dieron en los Sudamericanos de 2004 (en el país) y 2009 (en Bolivia), donde se consagraron campeones continentales. El equipo ha tenido destacados goleadores y ha contado con Gerardo González Aquino como el técnico con más partidos dirigidos en la categoría.

## Última convocatoria
Lista de 19 jugadoras convocadas para la Albirroja Sub-15 el 31 de agosto del 2022, para un nuevo microciclo de entrenamientos.
| N.º | Nombre                | Posición      | Edad | Club           |
| --- | --------------------- | ------------- | ---- | -------------- |
| 1   | Ulises Pagliaro       | Portero       |      | Sol de Americá |
| 12  | Iván Olazar           | Portero       |      | Cerro Porteño  |
| --  | Alex Cano             | Portero       |      | Tacuary        |
| --  | Jesús González        | Portero       |      | Tacuary        |
| --  | Johannes Van Der Lowh | Defensa       |      | Tacuary        |
| --  | Leonardo Acosta       | Defensa       |      | Cerro Porteño  |
| --  | Joel Romero           | Defensa       |      | Guaraní        |
| --  | Cristhian Ruiz        | Defensa       |      | Tacuary        |
| --  | Junior Franco         | Defensa       |      | Tacuary        |
| --  | Thiago Aranda         | Defensa       |      | Club Olimpia   |
| --  | Alejandro Zárate      | Defensa       |      | Guaraní        |
| --  | Juan Bernal           | Defensa       |      | Tacuary        |
| --  | Jorge Vera            | Defensa       |      | Cerro Porteño  |
| --  | Estiven Villalba      | Defensa       |      | Libertad       |
| --  | Fernando Zayas        | Mediocampista |      | Cerro Porteño  |
| --  | Alan Ledesma          | Mediocampista |      | Tacuary        |
| --  | Williams Wlk          | Mediocampista |      | Tacuary        |
| --  | Lucas Gómez           | Mediocampista |      | Cerro Porteño  |
| --  | Jonás Rojas           | Mediocampista |      | Cerro Porteño  |
| --  | Mateo Ruffinelli      | Delantero     |      | Club Libertad  |
| --  | Hugo Bordón           | Delantero     |      | Cerro Porteño  |
| --  | Dante Zárate          | Delantero     |      | Club Libertad  |
| --  | Josué Centurión       | Delantero     |      | Club Guaraní   |
| --  | Derlis Almada         | Delantero     |      | Club Libertad  |
| --  | Jorge Cardozo         | Delantero     |      | Tacuary        |
| --  | Mauricio Orué         | Delantero     |      | Tacuary        |
| --  | Víctor Corvalán       | Delantero     |      | Tacuary        |
| --  | Víctor Villalba       | Delantero     |      | Guaireña       |
| DT  | Anival Ferreira       | Entrenador    |      |                |

- Nota: Los clubes mencionados de los jugadores se basan en el momento de la convocatoria.

## Estadísticas

### Juegos Olímpicos de la Juventud
| Año           | Ronda          | Posición       | PJ             | PG             | PE             | PP             | GF             | GC             |                |
| ------------- | -------------- | -------------- | -------------- | -------------- | -------------- | -------------- | -------------- | -------------- | -------------- |
| Singapur 2010 | Sin invitación | Sin invitación | Sin invitación | Sin invitación | Sin invitación | Sin invitación | Sin invitación | Sin invitación | Sin invitación |
| Nankín 2014   | No clasificó'  | No clasificó'  | No clasificó'  | No clasificó'  | No clasificó'  | No clasificó'  | No clasificó'  | No clasificó'  | No clasificó'  |

### Campeonato Sudamericano Sub-15
| Año            | Ronda        | Posición | PJ | PG | PE | PP | GF | GC |
| -------------- | ------------ | -------- | -- | -- | -- | -- | -- | -- |
| Paraguay 2004  | Campeón      | 1°       | 6  | 4  | 1  | 1  | 15 | 5  |
| Bolivia 2005   | Semifinales  | 3°       | 6  | 3  | 1  | 2  | 8  | 5  |
| Brasil 2007    | Primera fase | 10°      | 4  | 0  | 2  | 2  | 6  | 8  |
| Bolivia 2009   | Campeón      | 1°       | 7  | 4  | 2  | 1  | 14 | 11 |
| Uruguay 2011   | Primera fase | 5°       | 4  | 2  | 0  | 2  | 5  | 4  |
| Bolivia 2013   | Primera fase | 7°       | 4  | 1  | 1  | 2  | 6  | 6  |
| Colombia 2015  | Primera fase | 7°       | 4  | 1  | 1  | 2  | 11 | -2 |
| Argentina 2017 | Semifinales  | 4°       | 6  | 3  | 0  | 3  | 14 | 10 |
| Bolivia 2023   | Campeón      | 1°       | 6  | 3  | 2  | 1  | 9  | 3  |